# Гарем (жанр)

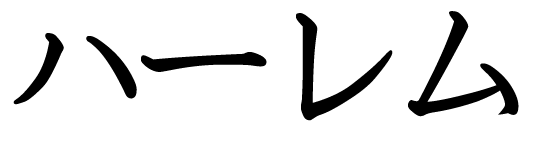
«Гарем» на японском языке

Гаре́м, также гаре́мник, (яп. ハーレム ха:рэму) — жанр отношений в аниме и манге, в котором главный персонаж оказывается окружён большим количеством персонажей другого пола. Более никаких жёстких рамок не задано, и в разновидностях гарема герой совсем не обязательно должен завязывать хотя бы с кем-то романтические отношения, однако чаще всего так происходит. Женские персонажи могут соперничать между собой за внимание со стороны главного героя. Многие сериалы, не принадлежащие в полной мере к «гаремным», используют наработки жанра для усложнения отношений персонажей.

## Строение
Классический гарем обычно строится с использованием одного парня и, как минимум, трёх девушек. На практике число персонажей женского пола может достигать десятков. Поэтому гаремные аниме часто критикуют, обвиняя их в том, что большая часть побочных персонажей, не столько в связи со сложностью отрисовки практически одинаковых фигур, сколько из-за обычной в таких случаях экономии на сценарии, не представляет собой ничего нового и построена по тем же стереотипам, что и в сотне-другой таких же сериалов.
Отношения хозяина гарема с девушками, собственно, гаремными обычно назвать никак нельзя. Чаще всего если герой и имеет предпочтения, то держит их при себе. Ведущую роль во взаимодействиях персонажей гарема играет дружба и сплочённость, обычно такая компания живёт в мире и согласии, как одна большая семья, тем не менее главный герой часто играет здесь роль козла отпущения: на нём срывают злость и предъявляют ему диковинные претензии.
Несмотря на то что в подавляющем большинстве гаремов однозначно определяется главная героиня (которой, собственно, и интересуется центральный персонаж), прочие участники гарема также либо испытывают к герою какие-либо чувства, либо просто симпатизируют ему. Симпатия эта может проявляться в совершенно различных видах: например, симпатия Мотоко к Кэйтаро из той же «Love Hina» проявлялась в отработке на нём приёмов кэндо, а симпатия к нему же главной героини Нару Нарусегавы — в постоянных избиениях с последующим зафутболиванием несчастного Кэйтаро в бескрайнее небо. В аниме Elfen Lied, где присутствуют элементы гарема, девочка Маю, которую приютили Юка и Кота, воспринимает их как родителей.
Характерной чертой гаремов является огромное различие типажей персонажей внутри гарема, создаваемое авторами для контраста. Однако общее число типажей, используемое в данном жанре, как уже отмечалось выше, не отличается большим разнообразием.
Гарем применяется в аниме и манге с самыми различными сюжетами. Как правило, одной из тем становятся романтические отношения между героями, не доходящие, впрочем, до брака или хотя бы образования прочной, определённой пары (подобное событие привело бы к распаду гаремной схемы, во многом держащейся именно на сохранении некоторой неопределённости в отношениях). Прочая смысловая нагрузка может быть разной. Романтика может быть основной темой произведения, тогда больше внимания уделяется развитию личных отношений между героями. В комедиях основной упор делается на смакование нелепых ситуаций, в которых оказываются герои в силу совместного проживания мужчины и не состоящих с ним в близких отношениях девушек — различные варианты внезапных незапланированных обнажений, двусмысленных ситуаций, вроде обнаружения утром кого-то из девушек, мирно спящей под боком у главного героя. Всё это дополняется большим или меньшим количеством фан-сервиса. Гарем может использоваться как фон для драмы, раскрывающей внутренний мир героев, и в этом случае авторы часто играют на контрастах, демонстрируя разницу между подлинным характером персонажей и их видимым поведением, а иногда, наоборот, показывая «внутреннее родство» между внешне непохожими персонажами.

## Мужские персонажи
Стереотип центрального персонажа гарема — застенчивый, всячески положительный молодой человек, обычно достаточно стандартной, «усреднённой» внешности. Как правило, автор произведения «прибедняет» героя, наделяет его непривлекательными чертами и создаёт образ хронического неудачника для того, чтобы читатель мог легче идентифицировать себя с персонажем. Эту роль с успехом отыгрывают как школьники и студенты (Love Hina, Rosario + Vampire), так и более взрослые люди. Хозяин гарема либо проживает с девушками под одной крышей, либо постоянно встречается по долгу службы. Если герой — студент, его родители обычно проживают в крайне отдалённом городе, либо мертвы, либо просто полностью игнорируют жизнь своего чада. Как правило, он не блистает никакими особыми талантами, хотя по ходу действия может проявлять скрытые душевные качества, делающие его привлекательным для девушек. Впрочем, есть и исключения. Например, Ёситака Накабаяси в аниме He is my Master — нахальный, самоуверенный, сексуально озабоченный и совершенно не смущающийся обилием девушек в его доме.
Обычно до начала сюжета «хозяин гарема» патологически неудачлив в отношениях с противоположным полом и не имеет в этом смысле никакого опыта, либо его опыт сугубо отрицательный, поэтому в присутствии девушек он неловок и стеснителен, склонен регулярно не по своей вине попадать в неловкие ситуации, за что получает побои от девушек и никогда не даёт сдачи. Реже применяется противоположная схема: главный герой изначально является всеобщим любимцем и за его внимание соперничают едва ли не все окружающие его девушки; в этом случае он является образцом холодности и неприступности, и участницам «гарема», прежде чем завоевать его сердце, приходится сначала заставить его вообще обращать внимание на девушек и воспринимать их всерьёз. Так или иначе, «гарем» вокруг главного героя складывается самопроизвольно, в силу обстоятельств, без каких-либо усилий с его стороны или даже вопреки его активному нежеланию.
Хотя хозяин гарема, центральный персонаж мужского пола, имеющий хоть какие-то шансы на девушек, только один, часто в гаремных произведениях вводят несколько дополнительных мужских ролей.
- Конкурент. Стильный и романтичный, появляющийся с розой в руке, картинно целующий девушкам руки и закономерно вызывающий неприязнь у большинства зрителей. Не имеет никаких шансов на успех. Типичный пример: Ицуки Мидориба в Shuffle!.
- Друзья главного героя. Они вообще участвуют в сюжете постольку-поскольку, в основном создавая контраст неудачам центрального персонажа и участвуя в различных комедийных эпизодах. Типичный пример: Хидэёси Сарутоби из аниме My Bride is a Mermaid.
- Дальние знакомые, сослуживцы, родственники женских персонажей. Вводятся эпизодически для поддержки какого-то определённого ответвления сюжетной линии либо в чисто гэговых целях. Типичные примеры: отцы Сиа и Неринэ в Shuffle!.

## Женские персонажи
Чаще всего, в целях коммерческого успеха (этот приём также практикуется в гаремных компьютерных симуляторах), авторы вводят комплект женских персонажей самого разного характера и внешности, в надежде на то, что среди них обязательно будет такой, который понравится конкретному зрителю.
Типичные женские персонажи:
- Главная героиня. Девушка, которая позиционируется как пара для мужчины — условного «хозяина» гарема. Она может не вполне осознавать свои чувства к главному герою, сомневаться, мучиться комплексами (как типичная цундэрэ Нару Нарусэгава в Love Hina) либо в силу обстоятельств не иметь возможности проявлять свою к нему симпатию (как Аой Сакураба в «Темнее, чем индиго»). Отношения её с главным героем не доводятся до полной определённости, по крайней мере до конца сюжета.
- «Сорвиголова» (гэнки). Активная, весёлая, раскованная девушка с явными лидерскими задатками. Любит шумные развлечения в компании, розыгрыши, нередко любит выпить. Подбивает других персонажей на авантюры, является причиной возникновения многих двусмысленных ситуаций с главным героем. Внешне незакомплексованная и открытая. По ходу сюжета может оказаться, что такое поведение — маска, за которой скрывается романтичная натура, боящаяся одиночества и безнадёжно влюблённая в главного героя. Типичные примеры: Кицунэ в Love Hina, Харухи Судзумия в «Меланхолии Харухи Судзумии» или Аса Сигурэ в Shuffle!.
- «Тихоня». Тихая, незаметная девушка (часто изображается в очках) без каких-либо особых талантов, выделяется своей неловкостью и неумелостью (может падать на ровном месте, постоянно что-то ронять, разбивать, ошибаться), в общем — «ходячее недоразумение». При этом привлекает спокойным характером, покладистостью, добротой. Часто обладает выдающейся грудью. Может оказаться, что в некоторых ситуациях она полностью преображается и проявляет способности, о которых нельзя было даже подозревать.
- Девушка-кэндоистка традиционной строгой морали. Постоянно ходит в традиционной японской одежде (хакама, сандалии), занимается кэндо, сторонница порядка, нетерпимая к любым проявлениям мужского интереса как к себе, так и к своим подругам. Ведёт совершенно асексуальный образ жизни, нетерпима и к собственным «нескромным» мыслям и чувствам. По сюжету, как правило, оказывается, что при всей своей внешней неприступности она всё равно остаётся обычной девушкой, со своими слабостями и комплексами.
- «Опекунша». Опытная женщина, заметно старше других персонажей, которая в силу обстоятельств или по долгу службы присматривает за героями. Поддерживает дисциплину в «гареме», часто выполняет функцию промежуточного звена между главными героями и внешним миром в лице родителей и родственников. В начале сюжета обычно показывается как сухая, неприступная, часто высокомерная и неодобрительно относящаяся к главному герою. По ходу сюжета проявляются и её привлекательные черты.
- Ребёнок. Девочка-подросток, заметно младше большинства девушек-героинь. Милый, «кавайный» ребёнок, живущий вместе с остальными персонажами из-за того, что родители или вообще отсутствуют, или находятся где-то далеко. Главного героя и старших девушек воспринимает как родителей или как старших братьев и сестёр, отношения к ним соответствующие. Может быть проказницей. Может считать себя влюблённой в главного героя, но в действительности просто нуждается во внимании и ласке, как любой ребёнок. Примеры: Юкари в Rosario + Vampire, Примула в Shuffle! и Мария в «У меня мало друзей».

Отдельно можно отметить две женские роли, для которых обычно выбирается один из вышеперечисленных типажей: это старая подруга главного героя и его сестра (как правило, младшая, с возрастной разницей в один-два года), например Кирино Косака в «Ну не может моя сестрёнка быть такой милой». С подругой обыгрывается ситуация перехода детской дружбы в любовь: главный герой и подруга настолько давно и хорошо друг друга знают, что между ними прочно установились близкие, доверительные, но чисто платонические отношения, больше похожие на отношения брата и сестры; изменение обстановки и появление вокруг героя множества влюблённых девушек заставляет подругу взглянуть на него иначе и осознать свои чувства к нему. Введение в гарем сестры героя позволяет обыграть пикантную тему близкородственной любви. На определённом этапе сюжета может выясниться, что сестра — не родная, в результате чего она становится полноправной участницей гарема и претенденткой на сердце главного героя.
Выстраиваемые в сюжете отношения женских персонажей с главным героем могут быть различными в деталях, но все они, с тем или иным успехом, могут быть влюблены в него. При этом, как правило, девушки не враждуют между собой, хотя конкуренция за внимание главного героя всегда присутствует.

## Виды гаремов
Кроме того, существует и «гарем наоборот», когда девушка оказывается окружена парнями. Яркий тому пример — аниме «Гостевой клуб лицея Оран», главная героиня которого, девушка Харухи, не совсем по своей воле становится членом мужского клуба, состоящего кроме неё из шести парней.
В некоторых случаях «гарем» персонажа могут составлять персонажи обоих полов. Яркий тому пример — My Next Life as a Villainess: All Routes Lead to Doom!, где главная героиня оказывается окружена «гаремом» из представителей обоих полов.

## Критика
Редакция Japantoday причислила жанр гарем к 5 самым избитым сценариев в аниме, заметив, что сюжеты гаремов, как правило, очень слабы и однотипны, где герой с каждой новой серией знакомится с новой потенциальной партнёршей в сопровождении эротических сцен. При этом в большинстве сериалов никогда не показывается, как развиваются и чем завершаются отношения героя и его спутниц, оставляя зрителя в неопределённости. Тем не менее гарем как жанр остаётся крайне популярным и востребованным по той причине, что героини становятся объектами романтических и сексуальных фантазий зрителей. Редакция AnimeNation заметила, что из-за большего распространения на Западе идей полового равенства у многих любителей аниме из США развивается стойкое негативное отношение к жанру гарем. Основная критика сексизма жанра исходит от западных зрителей, по этой же причине современные аниме-сериалы по сравнению с таковыми из 80-х или 90-х годов не обладают такими откровенными эротическими сценами, чтобы не отпугивать растущую западную аудиторию. В основном критике жанр подвергают зрители-женщины, считая, что гарем фетишизирует женщин и представляет их как сексуальные объекты. Одновременно они замечают, что «обратные гаремы» (с героиней, окружённой красивыми молодыми людьми) остаются крайне редким явлением и отличаются худшим качеством, при том что женская аудитория аниме составляет её половину.